# 原口竹次郎

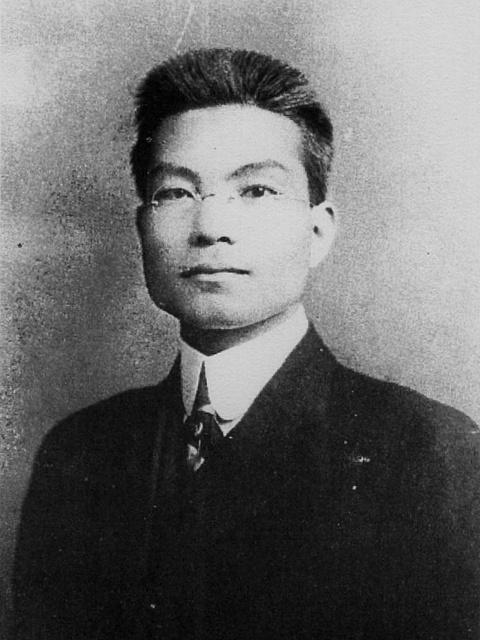
原口竹次郎

原口 竹次郎（はらぐち たけじろう、1882年（明治15年）2月28日 - 1951年（昭和26年）2月16日）は、日本の東南アジア研究者。

## 生涯
佐賀県小城郡（現在の小城市）生まれ。1902年（明治35年）早稲田大学大学部文学科に入学。1905年の卒業時には総代として答辞を読んだ。1907年にアメリカに留学、同地で心理学者の新井鶴子と結婚した（1915年に死別）。帰国後は母校早大の教授となるも1917年（大正6年）に起きた早稲田騒動で天野為之学長派として活動したことが原因で早大から放逐された。その後は台湾やオランダ領東インドで活動、戦後はオランダ大使館顧問となった。

## 著作

### 著書
- 『現代の亜米利加』冨山房〈時事叢書 第29編〉、1916年1月。NDLJP:953259。
- 『戦争乎平和乎』同文館、1916年11月。NDLJP:955822。
- 『英領ニウ・ギニア』南洋協会台湾支部〈南洋叢書 第37巻〉、1924年9月。
- 『南洋各植民地立法制度』南洋協会台湾支部〈南洋叢書 第38巻〉、1924年9月。
- 『英帝国領土内に於けるバナナの生産状況』南洋協会台湾支部〈南洋叢書 第40巻〉、1925年5月。
- 土居明夫、原口竹次郎『国際スパイ戦の暗劇・蘭領ニウギネア問題に就て』東洋経済出版部〈経済倶楽部講演 第152輯〉、1937年5月。

### 論文等
- 「原口鶴子」『心理研究』第8巻第47号、日本心理学会、1915年11月、549-552頁、NAID 130001719273。
- 「日本と南洋の経済関係」『台湾時報』、台湾時報発行所、1932年7月。
- 「蘭印に於ける日本人の貢献」『南洋経済研究所研究資料』、南洋経済研究所、1938年10月。
- 「西南支那と其の建設プログラム」『東洋経済新報』第1850号、東洋経済新報社、1939年1月、34-37頁。
- 「抑留者は虐待されたか」『東洋経済新報』第2220号、東洋経済新報社、1946年5月、11頁。